# سو إيلين براون
سو إيلين براون (بالإنجليزية: Sue Ellen Brown)‏ هي فنانة أمريكية، ولدت في 8 مارس 1954.